# Tour Nada Pode Nos Parar
Tour Nada Pode Nos Parar è il secondo tour della band RebeldeS. È iniziato il 22 gennaio 2012 per promuovere l'album Rebeldes. Ha attraversato diversi stati del Brasile.
Il nome del tour è lo stesso del terzo singolo della band, che è stato pubblicato il 9 giugno 2012.
Il tour si è concluso il 18 agosto.

## Scaletta
1. Rebelde Para Sempre
2. Do Jeito Que Eu Sou
3. Tchau Pra Você
4. Ponto Fraco
5. Quando Estou do Seu Lado
6. Você É o Melhor Pra Mim
7. Depois da Chuva
8. O Amor Está em Jogo
9. Como um Rockstar
10. Juntos Até o Fim
11. Livre Pra Viver
12. Um Dia de Cada Vez
13. Outra Frequência
14. Born This Way
15. Last Nite
16. I Wanna Rock Right Now
17. Firework
18. Toda Forma de Amor
19. Loca
20. Rebelde Para Sempre (remix)
21. Funk do Google

## Spettacoli
| Sudamerica      |                       |         |                                           |
| 22 gennaio 2012 | Salvador              | Brasile | Wet'n Wild                                |
| 28 gennaio 2012 | Rio de Janeiro        | Brasile | HSBC Arena                                |
| 3 marzo 2012    | Rio de Janeiro        | Brasile | Engenhão                                  |
| 9 marzo 2012    | Recife                | Brasile | Centro de Convenções                      |
| 10 marzo 2012   | João Pessoa           | Brasile | Forrock                                   |
| 11 marzo 2012   | Fortaleza             | Brasile | Siara Hall                                |
| 17 marzo 2012   | São José do Rio Preto | Brasile | Centro Regional de Eventos                |
| 18 marzo 2012   | Pouso Alegre          | Brasile | Texas Country Eventos                     |
| 31 marzo 2012   | Ribeirão Preto        | Brasile | Taiwn Centro de Eventos                   |
| 7 aprile 2012   | Bauru                 | Brasile | Ginásio da Luso                           |
| 8 aprile 2012   | Sorocaba              | Brasile | Clube União Recreativo                    |
| 13 aprile 2012  | Uberlândia            | Brasile | Castelli Hall                             |
| 14 aprile 2012  | Brasilia              | Brasile | Parque de Exposições de Brasília          |
| 16 aprile 2012  | San Paolo             | Brasile | Show Particular no Teatro da Rádio Mix FM |
| 21 aprile 2012  | Volta Redonda         | Brasile | Ginasio da PET                            |
| 22 aprile 2012  | Juiz de Fora          | Brasile | La Rocca                                  |
| 27 aprile 2012  | Aracaju               | Brasile | Praça de Eventos da Orla                  |
| 28 aprile 2012  | Maceió                | Brasile | Vox Room                                  |
| 29 aprile 2012  | Natal                 | Brasile | Vila Folia                                |
| 30 aprile 2012  | São Luís              | Brasile | Estacionamento do Rio Anil Shopping       |
| 1º maggio 2012  | Teresina              | Brasile | Atlantic City                             |
| 2 maggio 2012   | Sobral                | Brasile | Coqueiros Clube                           |
| 3 maggio 2012   | Juazeiro do Norte     | Brasile | Parque de Eventos Padre Cícero            |
| 4 maggio 2012   | Porto Alegre          | Brasile | Pepsi On Stage                            |
| 5 maggio 2012   | Florianópolis         | Brasile | Stage Music Park                          |
| 6 maggio 2012   | Curitiba              | Brasile | Curitiba Master Hall                      |
| 11 maggio 2012  | Porto Velho           | Brasile | Talismã 21                                |
| 12 maggio 2012  | Manaus                | Brasile | Studio 5 Centro de Convenções             |
| 13 maggio 2012  | Belém                 | Brasile | Hangar                                    |
| 1º giugno 2012  | Feira de Santana      | Brasile | Estação da Música                         |
| 2 giugno 2012   | Petrolina             | Brasile | Iate Clube de Petrolina                   |
| 3 giugno 2012   | Caruaru               | Brasile | Palladium                                 |
| 7 giugno 2012   | Americana             | Brasile | Parque de Eventos CCA                     |
| 8 giugno 2012   | Novo Hamburgo         | Brasile | Fenac                                     |
| 9 giugno 2012   | San Paolo             | Brasile | Espaço das Américas                       |
| 29 giugno 2012  | Ibitinga              | Brasile | Clube de Campo Andreza                    |
| 30 giugno 2012  | Joinville             | Brasile | Complexo Centreventos Cau Hansen          |
| 1º luglio 2012  | Londrina              | Brasile | Parque de Exposições Nei Braga            |
| 6 luglio 2012   | Brasilia              | Brasile | Esplanada dos Ministérios                 |
| 7 luglio 2012   | Campo Grande          | Brasile | Ginásio do Rádio Clube do campo           |
| 8 luglio 2012   | Cuiabá                | Brasile | Parque de Exposições - Acrimat            |
| 13 luglio 2012  | Sobral                | Brasile | Coqueiros Club                            |
| 14 luglio 2012  | Campina Grande        | Brasile | Ginásio Clube Campestre                   |
| 15 luglio 2012  | Recife                | Brasile | Clube Português                           |
| 21 luglio 2012  | Goiânia               | Brasile | Goiânia Arena                             |
| 22 luglio 2012  | Franca                | Brasile | Castelinho                                |
| 3 agosto 2012   | Vitória               | Brasile | Ginásio Álvares Cabral                    |
| 4 agosto 2012   | Belo Horizonte        | Brasile | Chevrolet Hall BH                         |
| 17 agosto 2012  | Araraquara            | Brasile | Bazuah Eventos                            |
| 18 agosto 2012  | Ribeirão Preto        | Brasile | Estádio do Comercial                      |